# Les Européens (film)
Pour le roman du même nom, voir Les Européens
Pour les articles homonymes, voir Européen (homonymie).
Pour plus de détails, voir Fiche technique et Distribution.
Les Européens (The Europeans) est un film dramatique américano-britannique réalisé par James Ivory, sorti en 1979.
Il est adapté du roman Les Européens de Henry James paru en 1878.

## Fiche technique
- Titre : Les Européens
- Titre original : The Europeans
- Réalisation : James Ivory
- Scénario : Ruth Prawer Jhabvala, d'après le roman éponyme d'Henry James
- Photo : Larry Pizer
- Montage : Humphrey Dixon
- Musique : Richard Robbins, Clara Schumann (thème)
- Production : Ismail Merchant
- Distribution : Buena Vista Pictures
- Pays d'origine : Grande-Bretagne, États-Unis
- Format : 35 mm
- Genre : Drame
- Durée : 98 minutes
- Date de sortie : 1979

## Distribution
- Lee Remick : Eugenia Young
- Robin Ellis : Robert Acton
- Wesley Addy : Mr. Wentworth
- Tim Choate : Clifford
- Lisa Eichhorn : Gertrude
- Kristin Griffith : Lizzie Acton
- Nancy New : Charlotte
- Norman Snow : Mr. Brand
- Helen Stenborg : Mrs. Acton
- Tim Woodward : Felix Young
- Gedda Petry : Augustine